# Liste der Kulturdenkmale in Greifenhain (Frohburg)
In der Liste der Kulturdenkmale in Greifenhain sind die Kulturdenkmale des Frohburger Ortsteils Greifenhain verzeichnet, die bis Juni 2024 vom Landesamt für Denkmalpflege Sachsen erfasst wurden (ohne archäologische Kulturdenkmale). Die Anmerkungen sind zu beachten.
Diese Aufzählung ist eine Teilmenge der Liste der Kulturdenkmale in Frohburg.

## Greifenhain
| Bild                                    | Bezeichnung | Lage                               | Datierung | Beschreibung | ID       |
| --------------------------------------- | --- | ---------------------------------- | --- | --- | -------- |
| Direkt Bild zu diesem Denkmal hochladen | Vierseithof mit Wohnhaus, Seitengebäude (Torhaus), Scheune und Stallgebäude sowie Hofpflasterung                                                    | Alte Geithainer Straße 6 (Karte)   | 1832 | Geschlossene, weitgehend authentische Hofanlage der Mitte des 19. Jahrhunderts, alles Putzbauten mit Porphyrtuffgewänden, bau- und wirtschaftsgeschichtlich von Bedeutung. Alles Putzbauten mit Porphyrtuffgewänden. Hof mit originaler Pflasterung. Straßenseitig Torhaus mit großer rundbogiger Einfahrt. Im Hof ursprünglich Göpelring. | 09257951 |
|                                         | Wohnhaus (Umgebinde) und Seitengebäude eines Bauernhofes                                                                                            | Am Wiesenweg 16 (Karte)            | Bezeichnet mit 1745                                                                                               | Umgebindehaus mit breitem prächtigen Ziergiebel zur Straße, Fachwerkbau in außergewöhnlicher Gestaltung, langgestrecktes ehemaliges Stallgebäude mit Fachwerk-Obergeschoss (Thüringer-Leiter-Fachwerk) nach Brand 1932 wiederaufgebaut | 09255476 |
| Direkt Bild zu diesem Denkmal hochladen | Seitengebäude und Erdkeller eines Vierseithofes | Frauendorfer Straße 1 (Karte)      | Bezeichnet mit 1832 (Seitengebäude); 1824 datiert (Keller)                                                        | Fachwerkbau in ortsbildprägender Lage, Keller auf der gegenüberliegenden Straßenseite, heimatgeschichtlich von Bedeutung. - Seitengebäude: auf der Südseite des Hofes, zweigeschossig, Erdgeschoss massiv, Obergeschoss zweiriegliges Fachwerk, in der Mitte ursprünglich Durchfahrt, um 1995 zugesetzt, davon straßenseitig eingemauerter Schlussstein mit Datierung 1832 erhalten, ehemaliger Pferdestall mit preußischen Kappen - Erdkeller (Flurstücke 32/1, 32/2): auf der gegenüberliegenden Straßenseite, Frontmauer in Bruchstein, dahinter zwei parallele Tonnen, ebenfalls in Bruchstein, mit rundbogigen Eingängen, der westliche mit Natursteinrahmung, im Bogen Datierung und Initialen „18 CHV 24“, verweist nach Auskunft auf den Besitzer Voigt Das östliche Seitengebäude war ursprünglich ebenfalls als Denkmal erfasst, wurde um 1997 abgebrochen und durch einen Neubau ersetzt. | 09259498 |
|                                         | Ehemaliges Wohnstallhaus eines Vierseithofes (Gasthaus „Zum Erbhof“)                                                                                | Frauendorfer Straße 11 (Karte)     | Bezeichnet mit 1716                                                                                               | Baugeschichtlich von Bedeutung, mit Fachwerk-Obergeschoss, Segmentbogenportalen und Porphyrtuffgewänden. Über der ersten Eingangstür im Schlussstein bezeichnet mit 1716, saniert, aber relativ liebevoll. | 09255235 |
| Direkt Bild zu diesem Denkmal hochladen | Wohnhaus und Seitengebäude eines Dreiseithofes sowie Toreinfahrt zum Hof und Einfriedung des Vorgartens                                             | Frauendorfer Straße 25 (Karte)     | Um 1800 (Wohnhaus); Anfang 19. Jahrhundert (Seitengebäude)                                                        | Bau- und wirtschaftsgeschichtlich von Bedeutung, Wohnhaus mit strebenreichem Fachwerk-Obergeschoss, straßenbildprägend, Torpfosten aus Bruchsteinen, zweigeschossiges massives Stallgebäude mit Porphyrtuffgewänden. Torpfosten aus Bruchsteinen mit eingelassener Porphyrtufftafel mit Bauinschrift, Bauinschrift nicht mehr lesbar. | 09255231 |
| Direkt Bild zu diesem Denkmal hochladen | Seitengebäude eines Vierseithofes | Frauendorfer Straße 40 (Karte)     | 18. Jahrhundert                                                                                                   | Bau- und wirtschaftsgeschichtlich von Bedeutung, mit vorkragendem Fachwerk-Obergeschoss. Giebelständiges Stallgebäude mit vorkragendem Fachwerk-Obergeschoss. | 09255230 |
| Direkt Bild zu diesem Denkmal hochladen | Wohnhaus (Umgebinde) und Seitengebäude (mit Torhaus und rückseitig angebautem Backhaus) eines Bauernhofes                                           | Gottfried-Eißner-Straße 10 (Karte) | 18. Jahrhundert                                                                                                   | Baugeschichtlich von Bedeutung, seltenes Umgebindehaus, Torhaus mit Fachwerk-Obergeschoss. Torhaus Ganzfachwerk mit Lehmausfachung. | 09255221 |
| Direkt Bild zu diesem Denkmal hochladen | Wohnhaus, Seitengebäude und Scheune eines Bauernhofes                                                                                               | Gottfried-Eißner-Straße 14 (Karte) | Bezeichnet mit 1756                                                                                               | Bau-, wirtschafts- und sozialgeschichtlich von Bedeutung, Scheune zum Teil in Fachwerk, Seitengebäude und Wohnhaus mit Fachwerk-Obergeschoss, über dem Torbalken eingeritzte Datierung Straßenseitige Fachwerk-Scheune mit Durchfahrt, Seitengebäude und Wohnhaus mit Fachwerk-Obergeschoss, über dem Torbalken eingeritzt „1756“, Torhaus weitgehend original, zum Teil Ziegelausfachung, Wohnhaus im Erdgeschoss verändert. | 09255471 |
| Direkt Bild zu diesem Denkmal hochladen | Seitengebäude eines Bauernhofes | Gottfried-Eißner-Straße 24 (Karte) | 18. Jahrhundert                                                                                                   | Bau- und wirtschaftsgeschichtlich von Bedeutung, mit strebenreichem Fachwerk-Obergeschoss und Lehmausfachung, Erdgeschoss teilweise Lehm. Wohnhaus jünger, wahrscheinlich Mitte 19. Jahrhundert, durch Fenstereinbauten stark verändert, kein Denkmal mehr. | 09255091 |
| Direkt Bild zu diesem Denkmal hochladen | Wohnhaus eines Bauernhofes | Gottfried-Eißner-Straße 26 (Karte) | Um 1800 | Bau- und wirtschaftsgeschichtlich von Bedeutung, mit vorkragendem Fachwerk-Obergeschoss | 09255578 |
|                                         | Ehemaliger Gasthof mit Scheune, Hofmauer und Toreinfahrt                                                                                            | Kirchring 16 (Karte)               | 1743 | Alter Dorfgasthof, Gasthaus mit Fachwerk-Obergeschoss und schönem Ziergiebel zur Straße, strebenreiches Fachwerk, Toreinfahrt mit Kugelaufsätzen, Hofmauer aus Bruchstein, Scheune mit Fachwerk-Obergeschoss, bau- und ortsgeschichtlich von Bedeutung | 09255046 |
| Direkt Bild zu diesem Denkmal hochladen | Wohnhaus, Seitengebäude und Scheune eines Bauernhofes                                                                                               | Rodaer Weg 5 (Karte)               | Anfang 19. Jahrhundert                                                                                            | Bau- und wirtschaftsgeschichtlich von Bedeutung, straßenbildprägende Fachwerkbauten | 09255132 |
|                                         | Wohnhaus (Umgebinde) eines Vierseithofes | Rodaer Weg 11 (Karte)              | 1733 | Bau- und hausgeschichtlich von Bedeutung, mit Fachwerk-Obergeschoss und reich gestaltetem Ziergiebel, seltenes Umgebindehaus mit ungewöhnlicher Umgebindekonstruktion, ortsgeschichtlich bedeutsam als ehemalige Mühle. Hofseite echtes Umgebinde, straßenseitig Scheinumgebinde mit nach innen gebogenen Bogenenden. Eingänge und Fenster im Erdgeschoss mit Porphyrtuffgewänden und Schlusssteinen, im vorderen Schlussstein ursprünglich Kartusche (nicht mehr erkennbar). | 09255229 |
| Weitere Bilder                          | Kirche mit Ausstattung und Kirchhof mit Einfriedung sowie sogenannte Pestlinde und Denkmal für die Gefallenen des Ersten Weltkrieges vor der Kirche | Schulstraße (Karte)                | 15. Jahrhundert (Kirche); 1. Hälfte 16. Jahrhundert (Altar); um 1580 (Taufe); 1895 (Predella); wohl 1895 (Empore) | Baugeschichtlich, ortsgeschichtlich und ortsbildprägend von Bedeutung, im Kern romanische Chorturmkirche mit zwei oktogonalen hohen Turmspitzen, Saal und Chor gotisch. Mit querrechteckigem romanischem Chorturm und zwei oktogonalen hohen Turmspitzen. | 09257215 |
| Direkt Bild zu diesem Denkmal hochladen | Häuslerhaus | Schulstraße 5 (Karte)              | Um 1800 | Sozialgeschichtlich von Bedeutung, am Fuße des Kirchberges gelegen, mit Fachwerk-Obergeschoss und Lehm-Erdgeschoss | 09255478 |
| Weitere Bilder                          | Ehemalige Schule | Schulstraße 18 (Karte)             | Um 1913 | Bau-, kunst- und ortsgeschichtlich von Bedeutung, charakteristischer Reformstilbau aus der Zeit um 1910. Zweigeschossiger Putzbau mit großen, mehrfach gesprossten Fenstern, an der Rückseite halbrunder Treppenhausrisalit, über dem Eingang Relief mit Darstellung eines gitarrespielenden Centaurs, darauf ein Kind reitend, Obergeschoss zum Teil mit Schieferverkleidung, teilweise Klappläden im Giebel erhalten. | 09255475 |
| Weitere Bilder                          | Pfarrhof mit Pfarrhaus, Seitengebäude, Scheune, Pfarrgarten und Umfassungsmauer des Grundstücks                                                     | Schulstraße 20 (Karte)             | 1750 (Pfarrhaus); 1833 (Seitengebäude)                                                                            | Bau- und ortsgeschichtlich von Bedeutung, Pfarrhaus und Stallgebäude mit Fachwerk-Obergeschoss, Pfarrhaus mit Porphyrtuffrahmung an Fenster und Türen. Wohnhaus und Stallgebäude mit Fachwerk-Obergeschoss, Wohnhaus mit Porphyrtuffrahmung an Fenster und Türen, originale Türfüllung um 1870, Pfarre 1617 abgebrannt, 1750 neu aufgebaut, westlicher Giebel 1833 erneuert, ebenso Wirtschaftsgebäude. | 09255177 |
| Direkt Bild zu diesem Denkmal hochladen | Wohnhaus, Scheune und Seitengebäude eines Dreiseithofes                                                                                             | Straße der Einheit 2 (Karte)       | Bezeichnet mit 1831                                                                                               | Bau-, wirtschafts- und sozialgeschichtlich von Bedeutung, beeindruckende Hofanlage in seltener Geschlossenheit, straßenbildprägende Lage, Fachwerkbauten. Wohnhaus und Stallgebäude mit Fachwerk-Obergeschoss, Giebel und Außenseite des Wohnhauses verputzt, Eingang des Wohnhauses mit Porphyrtuffgewände, Schlussstein datiert mit 1831. | 09257512 |
| Direkt Bild zu diesem Denkmal hochladen | Seitengebäude und Toranlage (Torbogen und Pforte) eines Vierseithofes                                                                               | Straße der Einheit 4 (Karte)       | Bezeichnet mit 1844 (Torbogen)                                                                                    | Baugeschichtlich von Bedeutung, Seitengebäude mit Fachwerkobergeschoss zum Hof, altertümliche Fachwerkkonstruktion mit Kopfstreben, beeindruckendes Hoftor, großer und kleiner Torbogen mit Porphyrtuffgewände und Schlussstein. Über dem kleinen Eingang eine Porphyrtufftafel, eingemauert mit ausführlicher Bauinschrift, nicht mehr lesbar, Schlussstein datiert mit 1844. | 09255460 |
| Direkt Bild zu diesem Denkmal hochladen | Zwei Seitengebäude und Kopfbau des Wohnhauses eines Vierseithofes sowie Bergkeller auf der gegenüberliegenden Straßenseite                          | Straße der Einheit 10 (Karte)      | Um 1700 (Bauernhaus); Anfang 19. Jahrhundert (Seitengebäude)                                                      | Bau- und wirtschaftsgeschichtlich von Bedeutung, langgestrecktes straßenseitiges Wirtschaftsgebäude mit Fachwerk-Obergeschoss, giebelständiges Stallgebäude mit achtbogiger Oberlaube, Wohnhaus mit Fachwerk-Obergeschoss. Wohnhaus, um 1900, verändert, Stall im Erdgeschoss stark verändert. | 09255468 |

## Tabellenlegende
- Bild: Bild des Kulturdenkmals, ggf. zusätzlich mit einem Link zu weiteren Fotos des Kulturdenkmals im Medienarchiv Wikimedia Commons. Wenn man auf das Kamerasymbol klickt, können Fotos zu Kulturdenkmalen aus dieser Liste hochgeladen werden:
- Bezeichnung: Denkmalgeschützte Objekte und ggf. Bauwerksname des Kulturdenkmals
- Lage: Straßenname und Hausnummer oder Flurstücknummer des Kulturdenkmals. Die Grundsortierung der Liste erfolgt nach dieser Adresse. Der Link (Karte) führt zu verschiedenen Kartendiensten mit der Position des Kulturdenkmals. Fehlt dieser Link, wurden die Koordinaten noch nicht eingetragen. Sind diese bekannt, können sie über ein Tool mit einer Kartenansicht einfach nachgetragen werden. In dieser Kartenansicht sind Kulturdenkmale ohne Koordinaten mit einem roten bzw. orangen Marker dargestellt und können durch Verschieben auf die richtige Position in der Karte mit Koordinaten versehen werden. Kulturdenkmale ohne Bild sind an einem blauen bzw. roten Marker erkennbar.
- Datierung: Baubeginn, Fertigstellung, Datum der Erstnennung oder grobe zeitliche Einordnung entsprechend des Eintrags in der sächsischen Denkmaldatenbank
- Beschreibung: Kurzcharakteristik des Kulturdenkmals entsprechend des Eintrags in der sächsischen Denkmaldatenbank, ggf. ergänzt durch die dort nur selten veröffentlichten Erfassungstexte oder zusätzliche Informationen
- ID: Vom Landesamt für Denkmalpflege Sachsen vergebene, das Kulturdenkmal eindeutig identifizierende Objekt-Nummer. Der Link führt zum PDF-Denkmaldokument des Landesamtes für Denkmalpflege Sachsen. Bei ehemaligen Kulturdenkmalen können die Objektnummern unbekannt sein und deshalb fehlen bzw. die Links von aus der Datenbank entfernten Objektnummern ins Leere führen. Ein ggf. vorhandenes Icon  führt zu den Angaben des Kulturdenkmals bei Wikidata.